# Vorleistung (Wirtschaftswissenschaften)
Als Vorleistungen gelten in der Wirtschaftswissenschaft die im Produktionsprozess verbrauchten, verarbeiteten oder umgewandelten Güter, d. h. Waren und Dienstleistungen.

## Abgrenzung der Vorleistungen
Vorleistungen sind zu unterscheiden von Investitionen: Bei Investitionen wird ein Investitionsgut über mehrere Abrechnungsperioden hinweg im Produktionsprozess eingesetzt und allmählich abgeschrieben, während eine Vorleistung zeitnah in das im Produktionsprozess nachgelagerte Produkt eingeht. Dies kommt durch den englischen Terminus intermediate consumption für Vorleistungen zum Ausdruck. Entsprechend wird in Deutschen auch der Terminus intermediärer Verbrauch verwendet.

Im Europäischen System Volkswirtschaftlicher Gesamtrechnungen – ESVG 2010 werden die Vorleistungen wie folgt definiert:
Die Vorleistungen umfassen die im Produktionsprozess verbrauchten, verarbeiteten oder umgewandelten Waren und Dienstleistungen. Nicht dazu gehört die Nutzung von Anlagegütern, die anhand der Abschreibungen gemessen wird.
Detaillierte Abgrenzungen finden sich im System of National Accounts – SNA 2008.

## Vorleistungen in der Volkswirtschaftlichen Gesamtrechnung
Der Wert der Vorleistungen ist in der Entstehungsrechnung oder im Produktionsansatz der Volkswirtschaftlichen Gesamtrechnung von Bedeutung:
Die Summe der Werte der produzierten Waren zu Herstellungspreisen (d. h. ohne Gütersteuern) ist der Produktionswert. Durch Subtraktion der Werte der von Unternehmen erworbenen Vorleistungen zu Anschaffungspreisen erhält man die Bruttowertschöpfung zu Herstellungspreisen. Im Gegensatz zum Produktionswert enthält die Bruttowertschöpfung somit keine Mehrfachzählungen von Werten von Vorleistungen. Durch Subtraktion der Abschreibungen erhält man die Nettowertschöpfung zu Herstellungspreisen. Entsprechend der obigen Definition im ESVG 2010 können Abschreibungen als wertmäßige Erfassung der Nutzung von Anlagegütern gesehen werden, die wie Vorleistungen für den Produktionsprozess notwendig sind.
Wenn man zur Bruttowertschöpfung zu Herstellungspreisen der Wirtschaft eines Landes die Gütersteuern addiert und die Gütersubventionen subtrahiert, erhält man das Bruttoinlandsprodukt.

## Beispiele

### Beispiele von Vorleistungen
- Mehl, das vom Bäcker weiterverarbeitet wird.
- Tierfutter auf einem Milchbauernhof.
- Getreide, das vom Müller zu Mehl gemahlen wird.
- Strom, der in einer Fabrik verbraucht wird.
- Kohle, die von einem Stahlwerk bezogen wird.
- Stoßstangen eines Zulieferers, die beim Automobilhersteller eingebaut werden.
- Sämtliche Dienstleistungen für Unternehmen (Transporte, Anwaltskosten etc.)

### Vorleistungen und Investitionen
Auf einem Milchbauernhof ist das Tierfutter eine Vorleistung, während der Kauf einer Melkmaschine keine Vorleistung ist; er ist eine Investition. Ebenso ist die Abschreibung auf eine solche Maschine keine Vorleistung. Wenn eine Melkmaschine jedoch gemietet ist, ist die Miete eine Vorleistung.

### Berechnung von Vorleistungen
Ein konkretes Beispiel mit der Vorleistung „Mehl“ eine Bäckerei:
- Vorrat an Mehl zum 1. Januar 2004: 10 000 €
- Vorrat an Mehl zum 31. Dezember 2004: 12 000 €
- Käufe von Mehl während des Jahres 2004: 65 000 €

In diesem Beispiel berechnet sich der Wert der Vorleistungen (hier Mehl) für 2004 zu 63 000 €.

## Vorleistungen versus Vorleistungsgüter
Im ESVG 2010 wird der Terminus Vorleistungsgüter parallel zum englischen Ausdruck materials and supplies definiert. Mit Vorleistungsgütern werden hiernach bestimmte Vorräte bezeichnet, nämlich „Waren, die auf Lager gehalten werden, um später als Vorleistungen in der Produktion verwendet zu werden“. Man beachte, dass hiernach die Begriffe Vorleistung und Vorleistungsgut mit deutlich unterschiedlichem Begriffsumfang benutzt werden, während das Wort „Vorleistungsgut“ entsprechend der Verwendung des Wortes „Gut“ in den Wirtschaftswissenschaften nahelegt, dass die Wörter Synonyme sind. 
In der Input-Output-Analyse und bei Güterstromrechnungen wird das Wort „Vorleistungsgut“ vom Statistischen Bundesamt hingegen so benutzt, wie im ESVG 2010 der Terminus Vorleistung definiert ist.